# Business process management
Business process management (BPM) is een leenterm uit het Engels die duidt op het werk binnen een bedrijf of instelling (een 'organisatie') om de wensen van de klant af te stemmen op de middelen die beschikbaar zijn voor het tot stand brengen van het te leveren product (dit kan ook een dienst zijn). Er wordt dan gestuurd op effectiviteit en efficiëntie alsmede op innovatie, flexibiliteit en integratie met beschikbare ondersteunende technologie. BPM is bedoeld als continu werk ter verbetering van de resultaten en is daarmee zelf ook een proces, een 'procesoptimalisatieproces'. De kracht ligt in het gestructureerd verbeteren ten opzichte van een archaïsche situatie waarin ad hoc en reactief wordt geleerd en waarin het mogelijk is om verbeteringen weer kwijt te raken door verloop van medewerkers en het vergeten van opgedane ervaringen en kennis.
Een empirische studie van Kohlbacher (2009) geeft aan dat BPM helpt om organisaties een hogere klanttevredenheid en productkwaliteit te laten bereiken, en ook hogere leveringssnelheid en snellere time-to-market. Een empirische studie van Vera & Kuntz (2007) die plaatsvond in een Duits ziekenhuis toonde een positief resultaat op de organisatorische efficiëntie door toepassing van een BPM-methodiek.

## Samenvatting
Een bedrijfsproces is kritisch voor een organisatie die de resultaten wil verbeteren. BPM concentreert zich op processen als strategisch kapitaal dat moet worden gekend, beheerd en verbeterd om de toegevoegde waarde van de organisatie te optimaliseren. Dit is ook het uitgangspunt van de methodieken Total Quality Management en Continuous Improvement Process. Binnen BPM wordt de aanpak ook nog eens ondersteund door technologie ter ondersteuning van het sturen op de processen door het management. Verder is het de basis voor verandermanagement aangezien je niet kan verbeteren (veranderen) wat je niet kent. Daarom wordt binnen BPM vaak goed gekeken naar de mensen in het proces enerzijds en de technologie die het ondersteunt anderzijds. Het is daarmee een vakgebied voor zowel alfa's als beta's.
Halverwege de 20e eeuw werd BPM toegepast om bestaande processen te automatiseren. Tegen het eind van de 20e eeuw werd ook het belang van het documenteren van niet te automatiseren (delen van) processen gezien om het werk van de mensen aan te laten sluiten op de automatisering. In workflow systemen worden bijvoorbeeld activiteiten van mensen afgewisseld door taken van IT-systemen die met name de regie (de flow) van het proces beheren.
BPM kan worden ingezet om doorsnedes van de organisatie te maken die anders niet inzichtelijk zouden zijn, zoals de relatie tussen processen, de aansluiting van informatie, en het al dan niet bestaan van bottlenecks hiertussen. Inzicht hierin kan gebruikt worden voor analyse en rapportage.

## Software
Software die geoptimaliseerd is voor BPM bevat vaak de volgende mogelijkheden:
- hergebruiken van diagramfragmenten van andere gebruikers
- verschillende procesdiagrammen met elkaar integreren
- processen meten en analyseren, simuleren, automatiseren of onder controle te houden

Voorbeelden van software geoptimaliseerd voor BPM zijn:
- IBM's System Architect
- Software AG's ARIS suite

Algemene diagramsoftware zoals Microsoft Visio kan ook gebruikt worden voor het tekenen van eenvoudige diagrammen.